# 泡泡战士
《泡泡战士》基於《跑跑卡丁車》與《泡泡堂》上所開發的遊戲，由韓國Nexon開發與發行。中國由盛趣游戏營運，这是Nexon時隔6年再次授予盛大网络其游戏运营权。目前，除Nexon外沒有任何代理商經營這款遊戲。

## 玩法

### 游戏规则
玩家以水槍、小槍、錘子或是水炸彈泡封敵人（玩家或NPC），即為一泡封，將水泡擊破為一踢爆。若水泡未在時間內踢爆，則會從水泡中釋放或被隊友救援(即為一救援)。每次泡封會減少生命數，生命數耗完即算為踢爆。重生者在一定時間內為無敵狀態，以踢爆數計分較多者獲勝，規則因模式而有差異。

### 模式
- 經典模式
- 道具模式
- 僵尸模式
- 海盗模式
- 狙击模式
- 团队熱血狙擊模式
- 殭屍boss襲擊模式
- 热血个人模式
- 熱血团队模式
- 爆破模式
- 无重力模式(宇宙地圖)
- 熊虎/隊長模式
- 生存模式/戰隊生存
- 佔領模式
- 僵尸逃离

### Arena競技場
以2V2、4V4隨機配對的方式，玩家可依勝場數爬牌位（依序為原石、銅牌、銀牌、金牌、白金、鑽石、大師），可選擇經典、熱血、狙擊等模式進行遊戲。若遊戲中離，則4分鐘內不得進行配對（每次中離+4分鐘）。

### 泡泡盃季賽
開放時間為暑假或寒假期間內不定期開放，8人經典模式隨機配對，採計分方式，活動時間內分數越多，終了時可依該名次獲得獎勵。

### 活動區
- 泡泡足球賽
- 無重力模式
- 跑跑/跑酷模式
- 泡泡鬼抓人
- 雪仗模式
- 终极战区
- 新殭屍模式

## 遊戲營運

### 韩国
- 2008年7月24日-2008年7月30日 首度內測
- 2008年11月13日-2008年11月18日 第2次內測
- 2008年12月23日-2009年1月4日 第3波（最后一次）內測。
- 2009年1月22日 开始公测。
- 2009年7月2日 正式營運。

### 中國大陸
- 2010年7月16日 中文Logo正式亮相。
- 2010年7月26日 China Joy开放試玩。
- 2010年7月28日 於腾讯游戏专区正式上线。
- 2010年7月29日 China Joy第2次开放試玩。
- 2010年7月29日-2010年8月1日第1波公测。
- 2010年8月2日 與Nexon簽下3年代理權。
- 2010年8月6日 通過文化部网游内容审查。
- 2010年12月23日 开启首次测试。
- 2011年1月5日 首次测试服务器關閉。
- 2011年1月26日 第2次公測。
- 2011年1月30日 第2次测试服务器關閉。
- 2011年4月21日-2011年5月3日 正式内测。
- 2011年8月1日 指定网吧提前参加不删档内测[2]。
- 2011年8月3日 不刪檔內測.[3]。
- 2011年8月26日 開始公測，正式營運.
- 2019年6月24日 國服官方宣佈泡泡戰士代理合同即將到期,將於2019年8月23日正式停止運營.[4]。
- 2019年8月23日 上午11:00(中國時間)關閉服務器,停止運營,官方網頁於2019年8月30日關閉。

### 台湾
- 2011年8月15日-2011年8月26日 首度研發內測
- 2012年4月22日 首度進行產品意見會議
- 2012年5月4日 首度進行員工內部測試
- 2012年7月20日-2012年7月22日 第二次進行員工內部測試
- 2012年10月5日 宣布正式取得代理權[5]
- 2012年12月7日-2012年12月10日 刪檔封測[6]
- 2013年1月9日 正式營運
- 2019年2月20日 官方宣布代理合約到期
- 2019年3月20日 關閉伺服器，停止營運

### 印尼
- 2014年9月12日 正式營運。
- 2015年5月26日 Gemscool官方宣布停止營運。
- 2015年6月1日 停止營運。

### 越南
- 2015年10月21日 不刪檔封測。
- 2016年6月21日 宣佈停止營運。

### 代言人
- 韩国少女时代组合
- ChinaJoy美女COSPLAY

## 主題曲
- 中文主題曲由90后歌手本兮演唱≪泡泡泡泡≫

### 官方网站
- 泡泡战士韩国官方网站[永久]
- （简体中文）泡泡战士中国大陆官方网站[永久]
- （繁體中文）泡泡大亂鬥台灣官方网站 （页面存档备份，存于）

### 官方臉書
- （繁體中文）泡泡大亂鬥粉絲團 (Bubble Fighter)[永久]
- （越南文）BF Online

### 官方微博
- 泡泡战士的新浪微博
- 腾讯博客 （页面存档备份，存于）